# Basílica de Nuestra Señora de los Milagros (Saint-Omer)
La basílica de Nuestra Señora de los Milagros de Saint-Omer (en francés: Basilique Notre-Dame des Miracles), anteriormente catedral de Nuestra Señora de Saint-Omer, es una antigua catedral católica francesa, situada en Saint-Omer (actual departamento de Pas-de-Calais). Está dedicada a la Virgen de los Milagros.
De estilo gótico, la antigua catedral fue objeto de una clasificación al título de monumento histórico de Francia, parte de la primera lista de monumentos históricos del país —la lista de monumentos históricos de 1840— que contaba con 1034 bienes.
La iglesia fue declarada basílica menor el 4 de abril de 1879.

## Historia
Modesta capilla en su origen, en el siglo VII, alrededor de 1052 se construyó una iglesia en el lugar que fue dañada en 1200 por un incendio. Se comenzó entonces a reconstruir el coro, el deambulatorio y las capillas radiales; y después, en 1263, se construyó el transepto. Los trabajos avanzaron lentamente y se escalonaron entre el siglo XIII y el XVI. Pronto la iglesia se convirtió colegiata.
El crucero sur del transepto fue alargado en 1375–1379 y luego emprendió la reconstrucción de la nave. La construcción de las capillas laterales de la nave data de los años 1386 a 1403. Las más antiguas fueron construidas al sur. La nave central no se completó hasta 1473, y sus bóvedas en 1506.
De 1449 a 1472, Jehan de Meldre, maestro de obra, procedió al alargamiento del crucero norte del transepto. En ese momento se consolidó y realzó la torre occidental que había permanecido románica. Desde 1473 y hasta 1521, se procedió a la construcción de la torre occidental en torno a esa torre románica. Esto estaba bien vestido y la decoración se inspiró a la de la abadía de San Bertin (construida entre 1431 y 1500). Las esculturas de la portada occidental se hicieron desde 1511 hasta 1515 por los escultores de Brujas Jean y Josse Van der Poele.
La fecha que corona el crucero data de 1486. Fue remozado y recibió una decoración inspirada en la de la abadía de San Bertin (construida entre 1431 y 1500). Las esculturas del pórtico occidental se hicieron en 1511-1515 por escultores de Brujas.
En 1553, la cercana ciudad de Thérouanne, donde se encontraba el obispo de Artois, fue completamente destruida por las tropas de Carlos Quinto, durante un conflicto que le enfrentó con el rey Enrique II de Francia. Se derramó sal simbólicamente sobre el suelo de la ciudad. En los años que siguieron, se decidió compartir la diócesis de Thérouanne a fin de respetar las fronteras entre el reino de Francia y los Países Bajos españoles. Así se creó en 1559 la diócesis de Saint-Omer y la colegiata de Notre Dame se convirtió en catedral en 1561.
En 1606, la flecha del crucero fue destruida por un huracán. En 1610, se realizó el reloj de sol del portal sur, y en 1628, se procedió a la renovación de la capilla axial que se llamó episcopal y fue requisada para el nuevo papel de obispo de St Omer, pero que también tuvo el papel de capilla mariana mucho más tarde.
El siglo XVIII trajo también algunos embellecimientos: el importante púlpito, instalado en 1714 y procedente de la iglesia de los dominicos de Saint-Omer, se debe al escultor Danvin; después, en 1717, se instaló el magnífico bufé del órgano de los hermanos Piette, con una notable estatuaria de madera. El trono episcopal y las boiseries del coro datan de 1753.
En 1792, la catedral, cerrada al culto, fue transformada en un almacén de forraje. A diferencia de muchas otras iglesias, Notre Dame padeció poco el vandalismo revolucionario. Cuando se suscribió el Concordato de 1801 la diócesis de Saint-Omer fue eliminada de forma permanente en beneficio de la diócesis de Arras.

## El interior
La característica más importante de esta catedral fue que su construcción requirió en 300 años y que por eso se puede encontrar en ella características de muchos estilos, románico, gótico primitivo, gótico radiante y, finalmente, gótico flamígero. Todo ello con una armonía ejemplar.

### Reloj astronómico

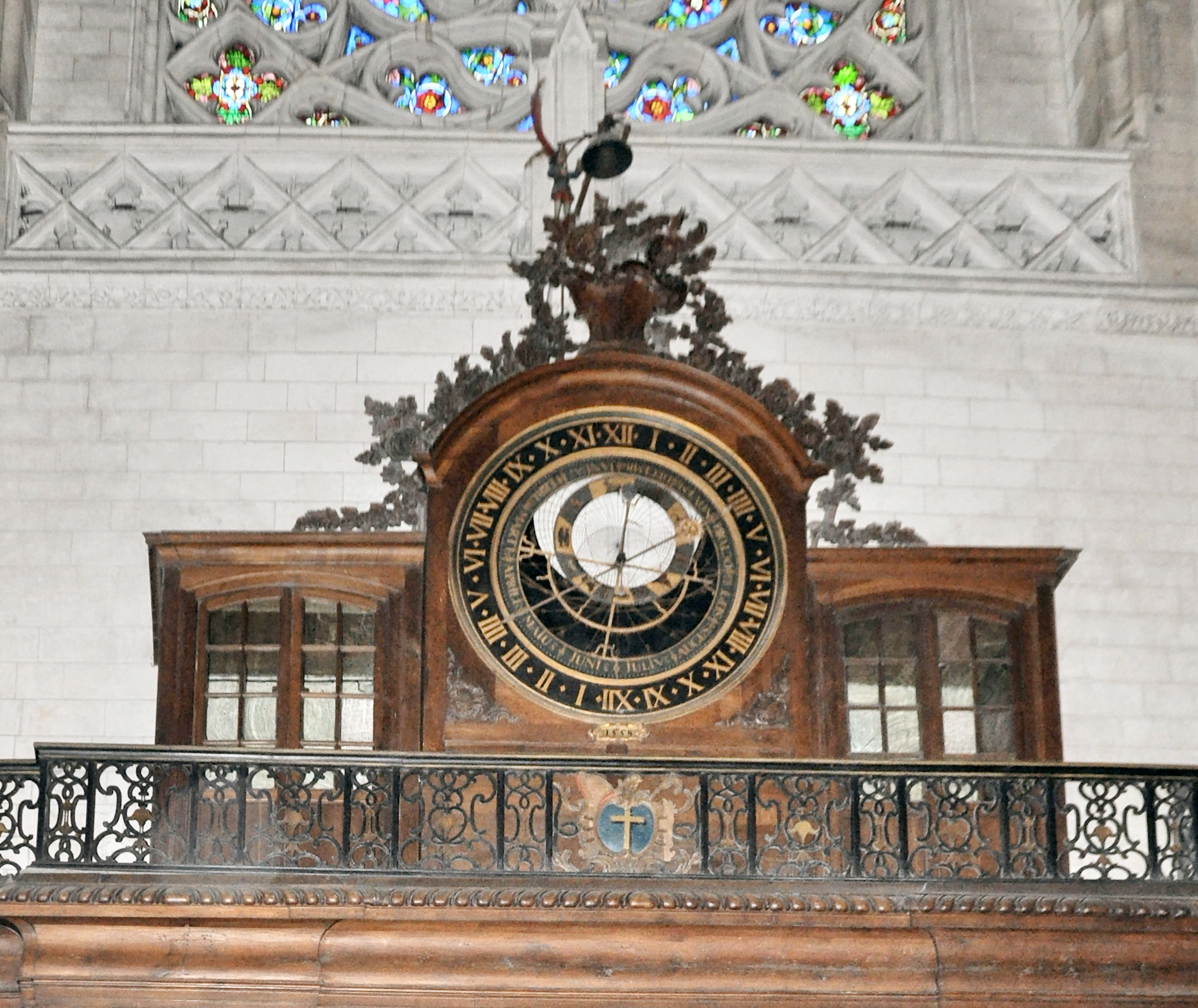
El reloj astronómico de 1558.

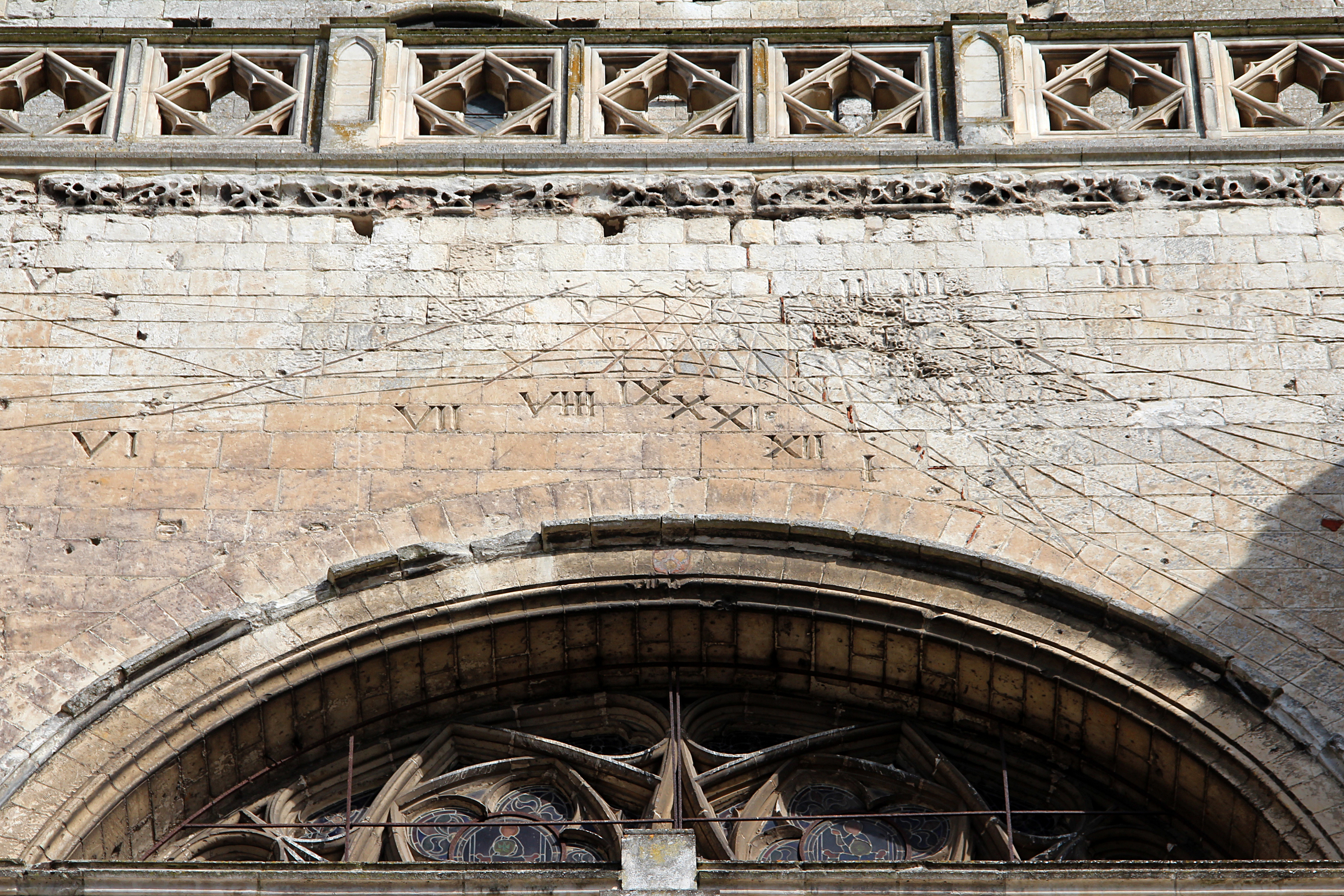
Vista del reloj solar

El reloj astronómico data de 1558. Fue hecho por Pierre Enguerran, relojero de Saint-Omer, por petición del capítulo de la colegiata, el 16 de agosto de 1555. El cuadrante astrolábico se encuentra todavía en su estado original.
Este reloj es de hecho el segundo reloj de la catedral. Es en 1385 cuando se constata su existencia porque se hicieron trabajos de restauración de la luna y el sol, siendo por ello ya un reloj astronómico.
Vistas todas las indicaciones y las pocas piezas móviles, este reloj es único en Europa. No deriva más que 30 segundos por semana. Para calibrar correctamente este reloj en 1610 se ejecutó un gran reloj de sol con los signos del zodíaco.
Los complejos cálculos requeridos se atribuyen a Gemma Frisius (1508-1555) y a su sobrino y sucesor Arsenius Frisius, o incluso a un amigo de Gemma, El Anónimo de Anvers.[cita requerida]

#### Los mecanismos
Tres mecanismos actúan sincronizadamente: el mecanismo del reloj, el mecanismo de los tonos de llamada y el mecanismo del astrolabio. El accionamiento del mecanismo de reloj está asegurado por un peso; originalmente una culebrina de 47,2 kg suspendida de un cable enrollado en un tambor. La regulación está garantizada por un mecanismo de escape compuesto de una rueda de corona, un eje de paletas coronado por un foliot que permite el ajuste por la posición de las masas colocadas en cada extremo del foliot. Permiten regular el ritmo de vaivén gracias a las masas también llamadas reguladas.
El mecanismo de las sonerías se hace mediante un jacquemart dispuesto por encima del reloj, que suena las horas y medias horas con el mismo timbre y los cuartos y tres cuartos mediante una campana. El astrolabio trabaja con cinco ruedas, de ellas tres solidarias con la aguja de las horas, de la araña y de la luna, las dos últimas se asignan al satélite uno y dos.
El movimiento del reloj es transmitido a la rueda solidaria de las agujas de las horas con 168 dientes que realiza su rotación en 24 horas: un séptimo de 168. Soporta los ejes de los satélites de 52 dientes y 100 dientes. Sus ejes hacen una rotación en 24 horas

### Los grandes órganos

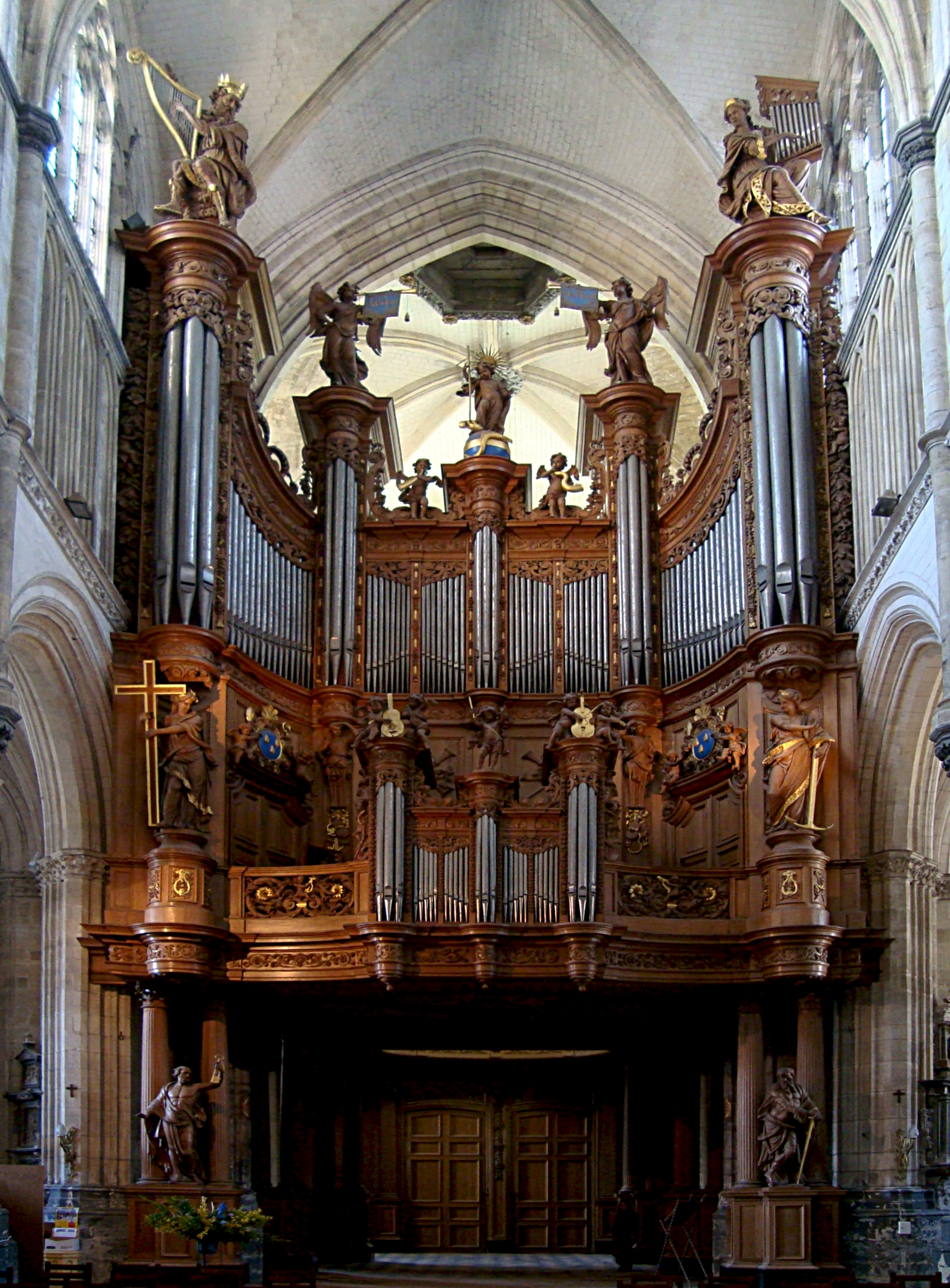
Catedral de Notre-Dame: grandes órganos

Sería interpretado con estos grandes órganos que Rouget de Lisle habría escuchado un oratorio del maestro de capilla Grisons, que le inspiraría para componer el aria de La Marseillaise.
El bufé del órgano se llevó a cabo en 1717, los grandes órganos fueron reelaborados por Aristide Cavaillé-Coll que los dotó 49 juegos en 1853.

### Tumbas
La antigua catedral alberga:
- el cenotafio de san Omer,
- la tumba de san Erkembode,
- el mausoleo de Eustache de Croÿ (1540) del escultor Jacques Du Brœucq (1540).[6]

### Pilas bautismales y laberinto
Las pilas bautismales provienen de la antigua iglesia de Santa Aldegonde que se encontraba en la plaza del Viejo Mercado, actual Victor Hugo.

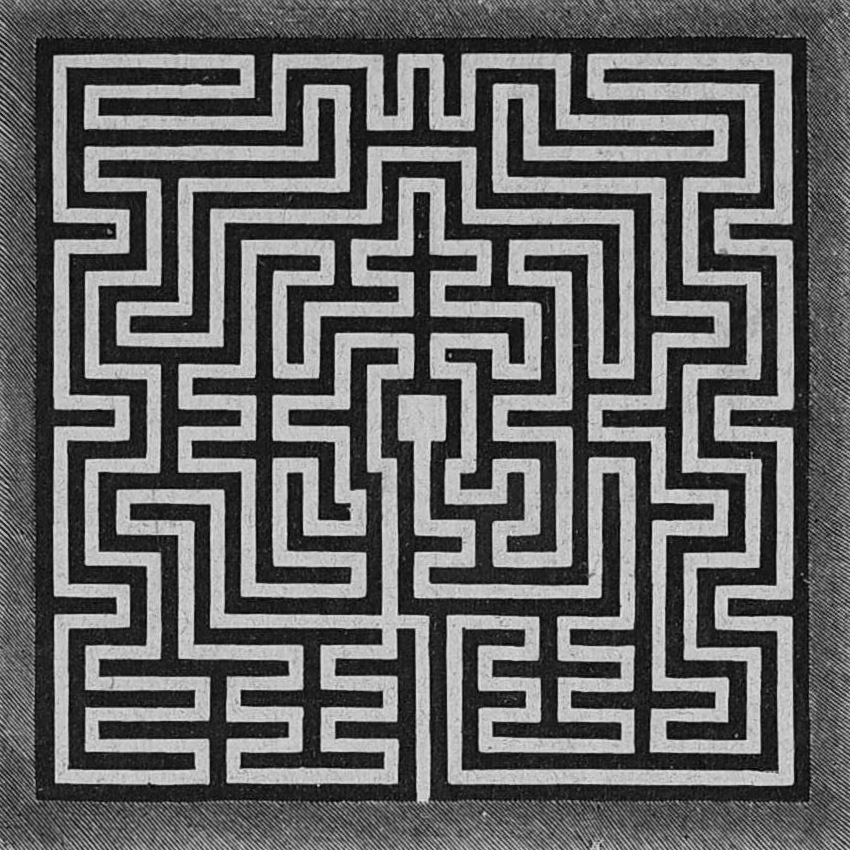
Laberinto de la basílica de Notre-Dame de Saint-Omer, copia del de la abacial de Saint-Bertin

También tiene uno de los raros laberintos en las catedrales francesas. Data de 1716 y es una copia (reducida) del de la abadía de San Bertin, construido por canónigo Lambert en el siglo XII. Contrariamente a los laberintos simbólicos de la catedral de Amiens o de Chartres en los que el camino es muy depurado, este es complejo. Tiene 49 cuadrados de lado, con 1240 cuadrados negros y 1161 cuadrados blancos.
El centro representa una cruz de color negro, con el apoyo de 9 cuadrados blancos. El laberinto de la catedral de Saint-Omer, de forma cuadrada, se encuentra en el cruce del transepto y la nave. A veces es difícil verlo en su totalidad debido al uso de la catedral y a la posición del laberinto, a menudo cubierto, ya sea por una plataforma o un altar. Como otros laberintos, se encarga de representar simbólicamente el calvario de Cristo en su viacrucis, símbolo el mismo del camino de una vida hacia la consagración divina.
El día de Pascua, los peregrinos podían recorrer de rodillas el camino que lleva a la cruz, como sustituto de la peregrinación a Jerusalén. Este camino de la cruz fue llamado Lieue [liga], y requiere el transcurso de una hora.

### Obras de arte

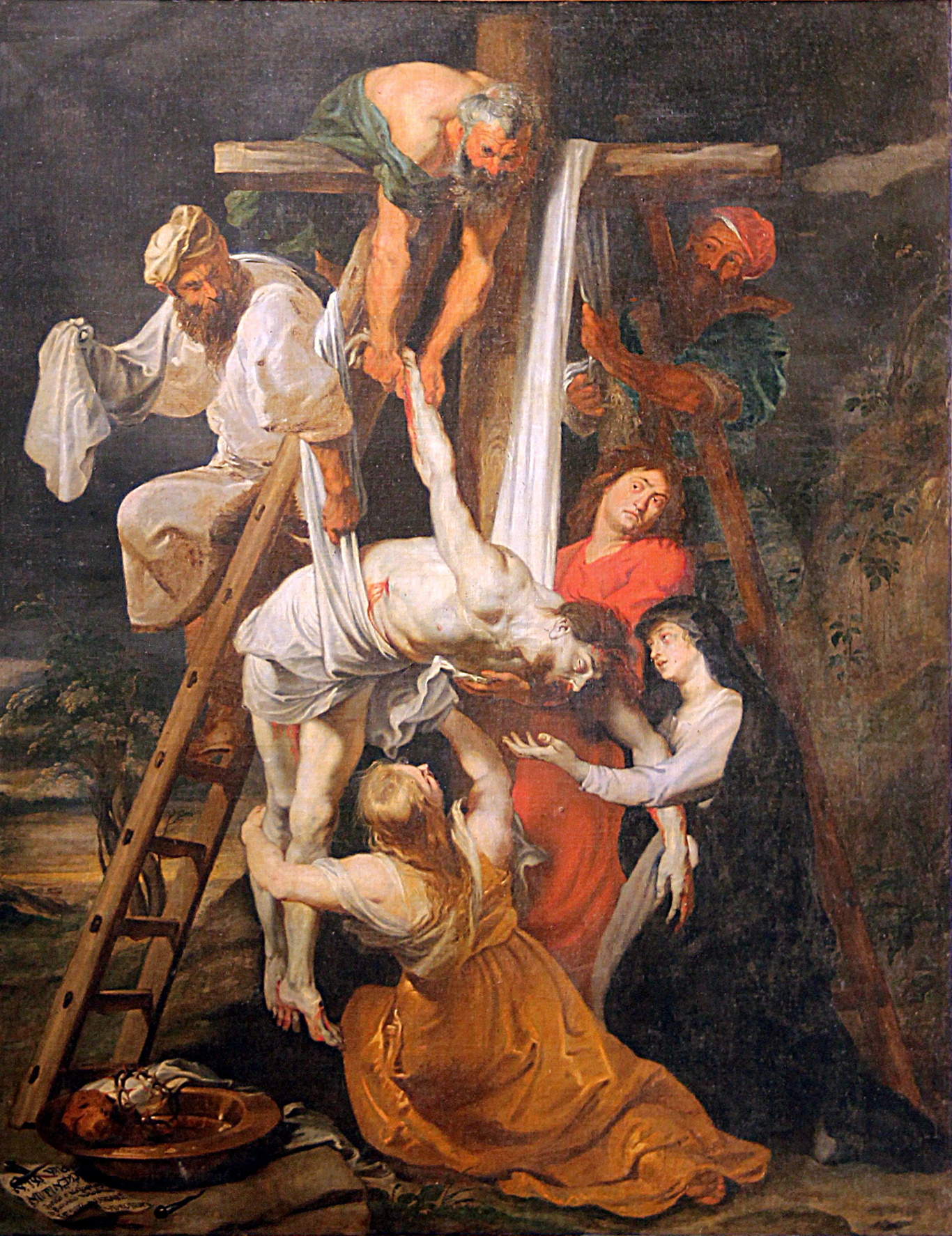
Descendimiento de la Cruz de Rubens (1616)

La catedral de Notre Dame tiene un buen número de obras de arte, destacando: 
- una pintura de Rubens que representa el Descendimiento de la Cruz,[8] en realidad una reexpresión (hay 5 en la región de Nord Pas de Calais),
- una Virgen del Gato (alto relieve colocada entre las capillas meridionales),
- una representación de Chadrak, Méchak y Abed-Nego en el horno con el ángel salvador (alto relieve de una sepultura - capilla absidial meridional),
- el tríptico llamado del Grand Dieu de Thérouanne (cerca del astrolabio mencionado anteriormente),
- un enlosado, ahora colocado contra un muro cerca de la entrada Norte, que representa un peregrino de cuatro zapatos (de regreso Compostela?),,
- losas del siglo XIII que muestran que bien antes de Jean de la Fontaine, las fábulas ya existían.

## Culto
Con otras 11 iglesias de los alrededores, la catedral de Notre Dame forma la parroquia de San Benito en Morinie. El cura es el abad Laurent Boucly.
De lunes a sábado, la misa se celebra a las 8:30 y el lunes a las 17:00. El domingo se celebra la misa a las 10:00 y una misa dominical por la tarde alas 17:00 que se celebra en la capilla Santa Cruz de Longuenesse.

## Galería de imágenes

Vistas exteriores
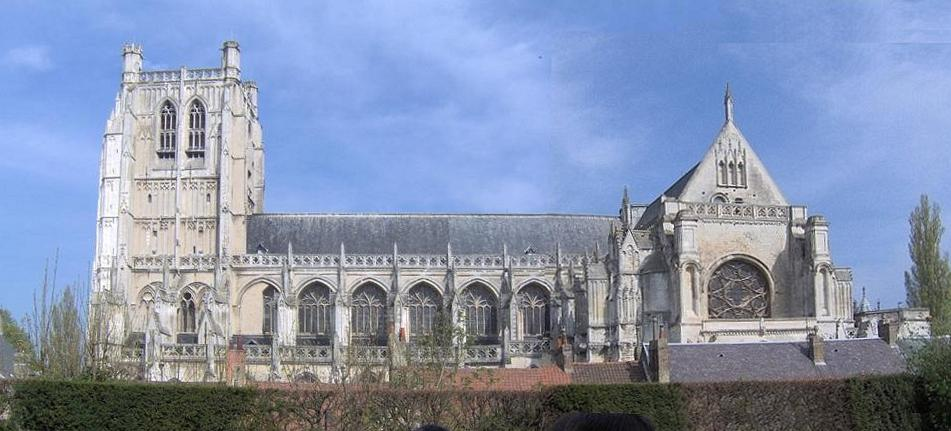
Vista lateral de la iglesia
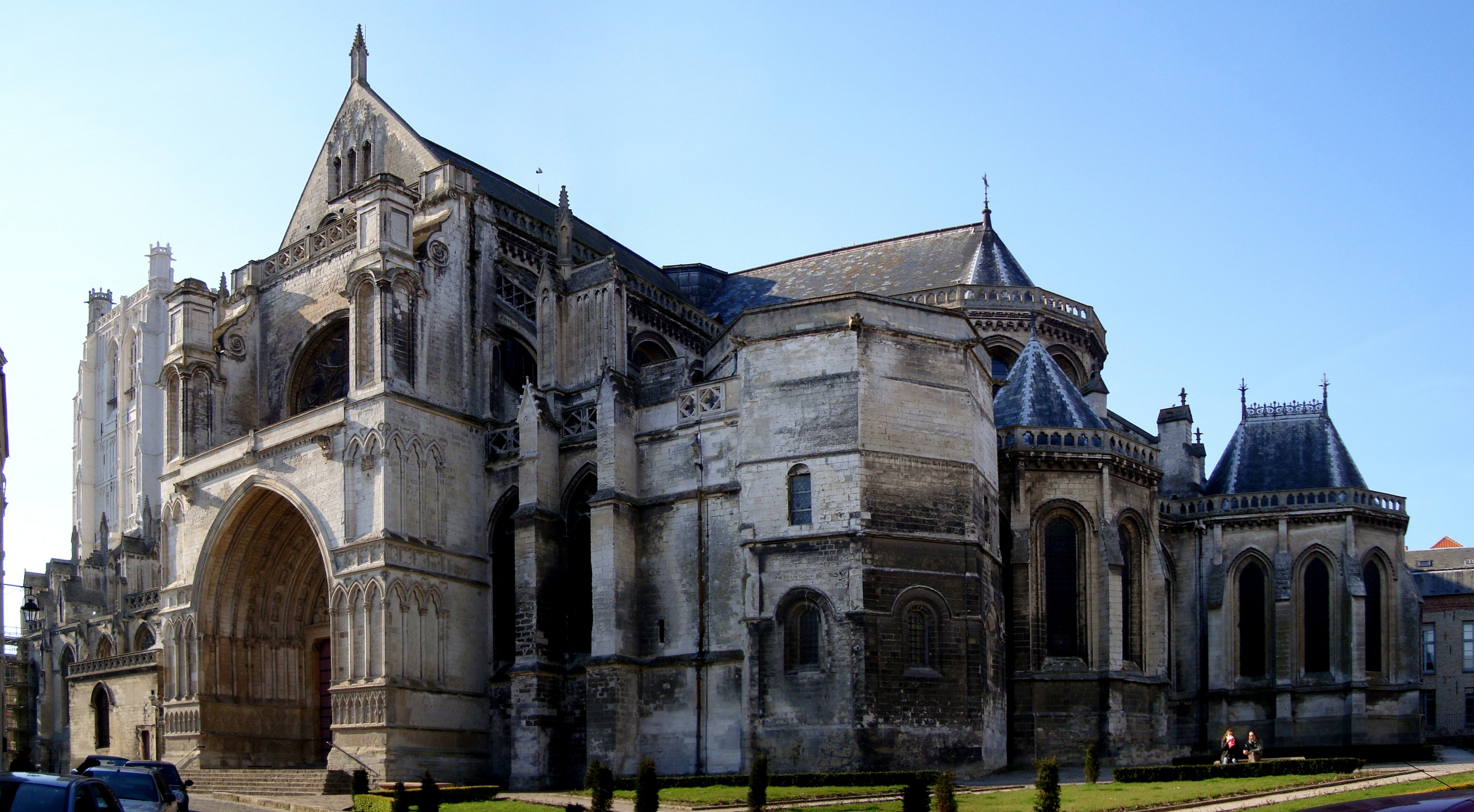
Vista general de la catedral, desde el sureste
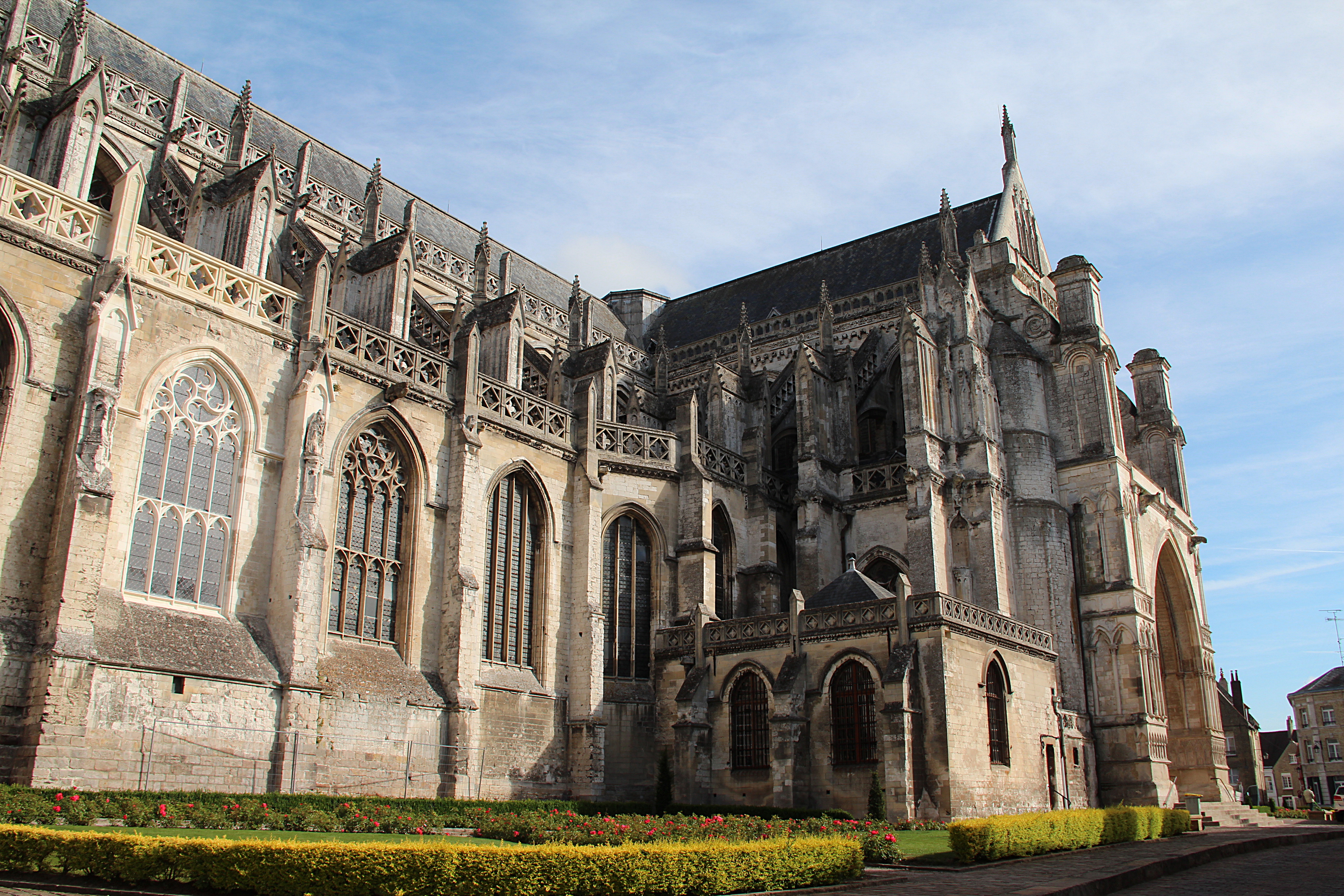
Vista del lateral de la iglesia
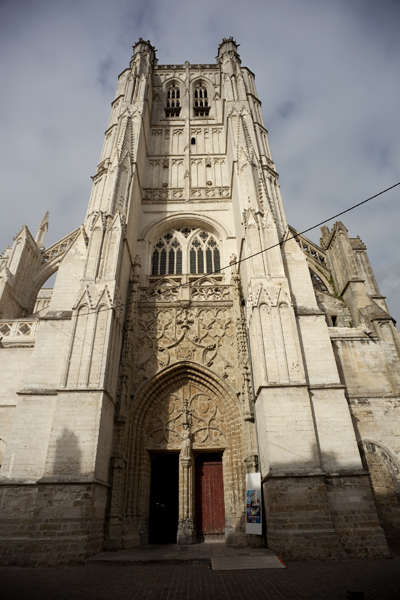
Vista en escorzo del portal bajo la torre
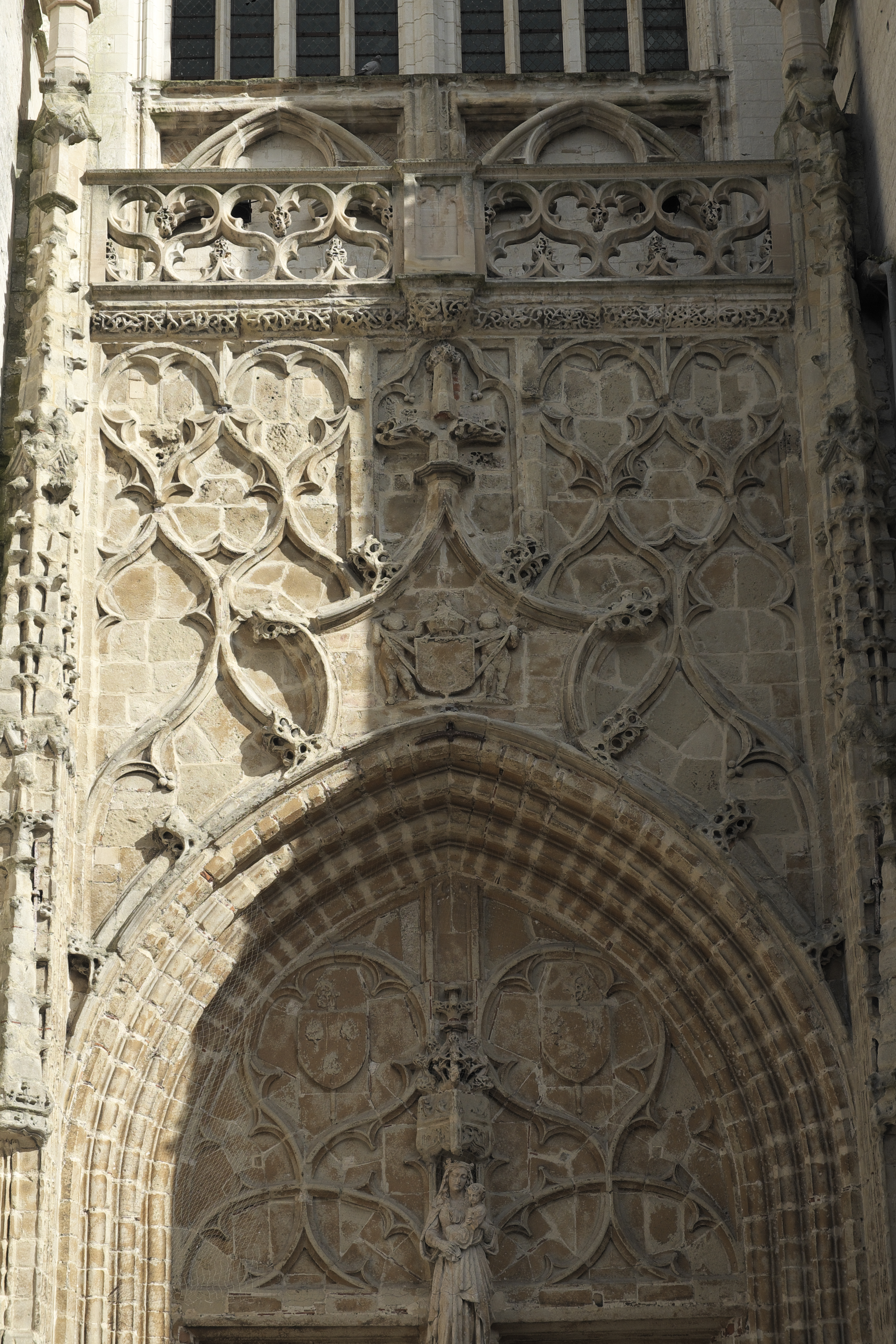
Detalle del portal

Vistas interiores
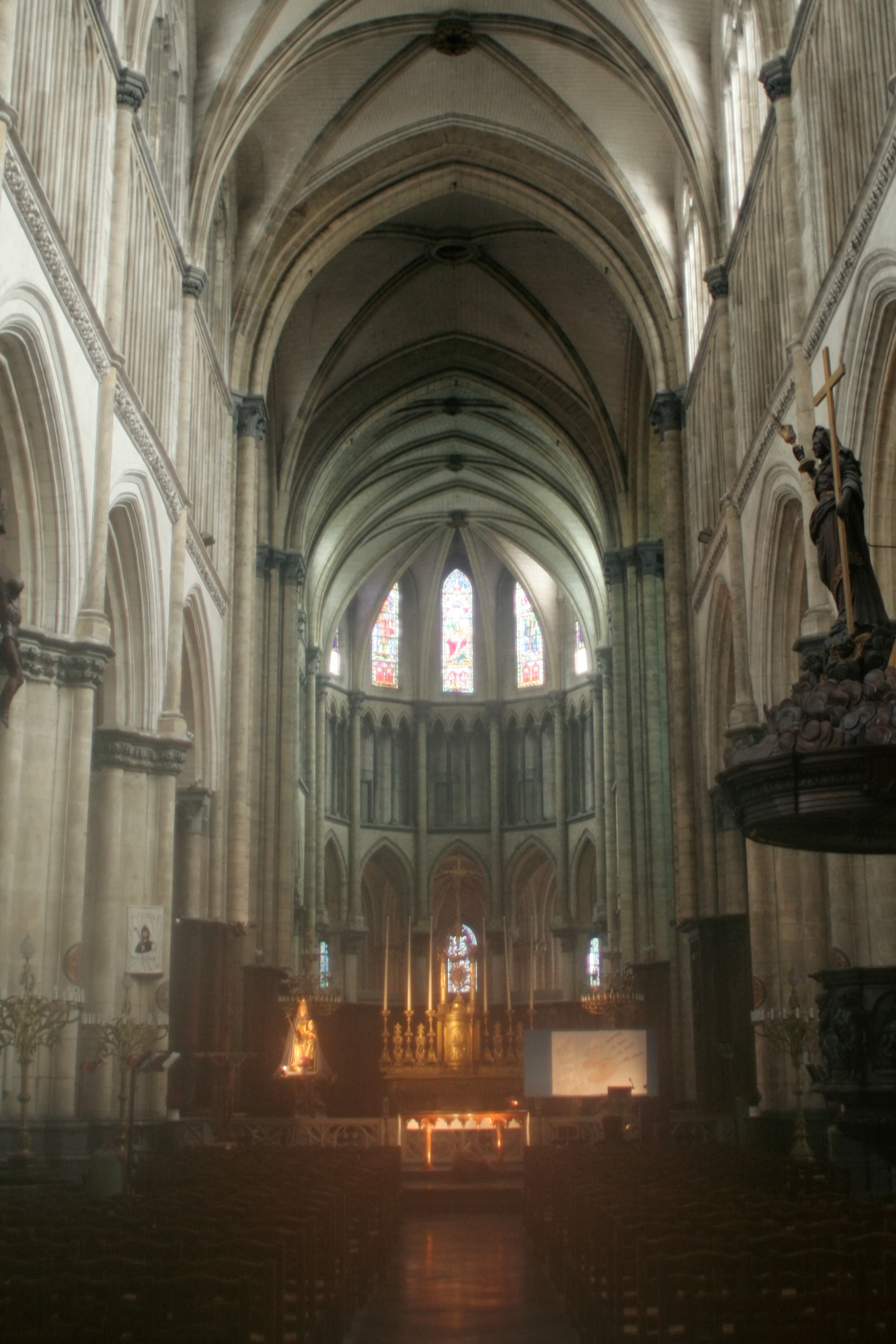
El coro
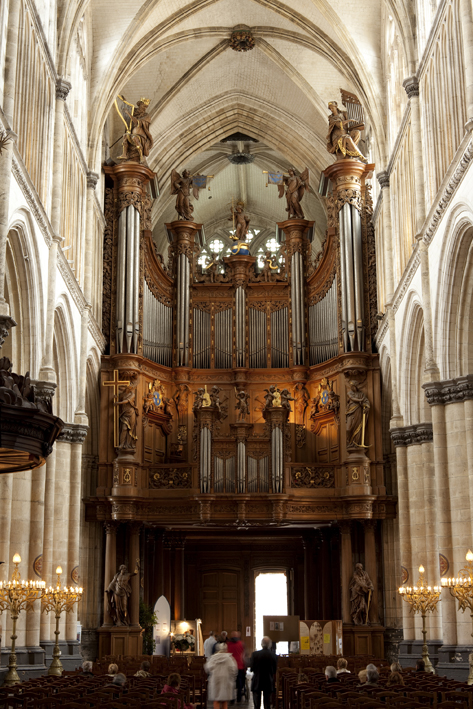
Lado norte de la nave
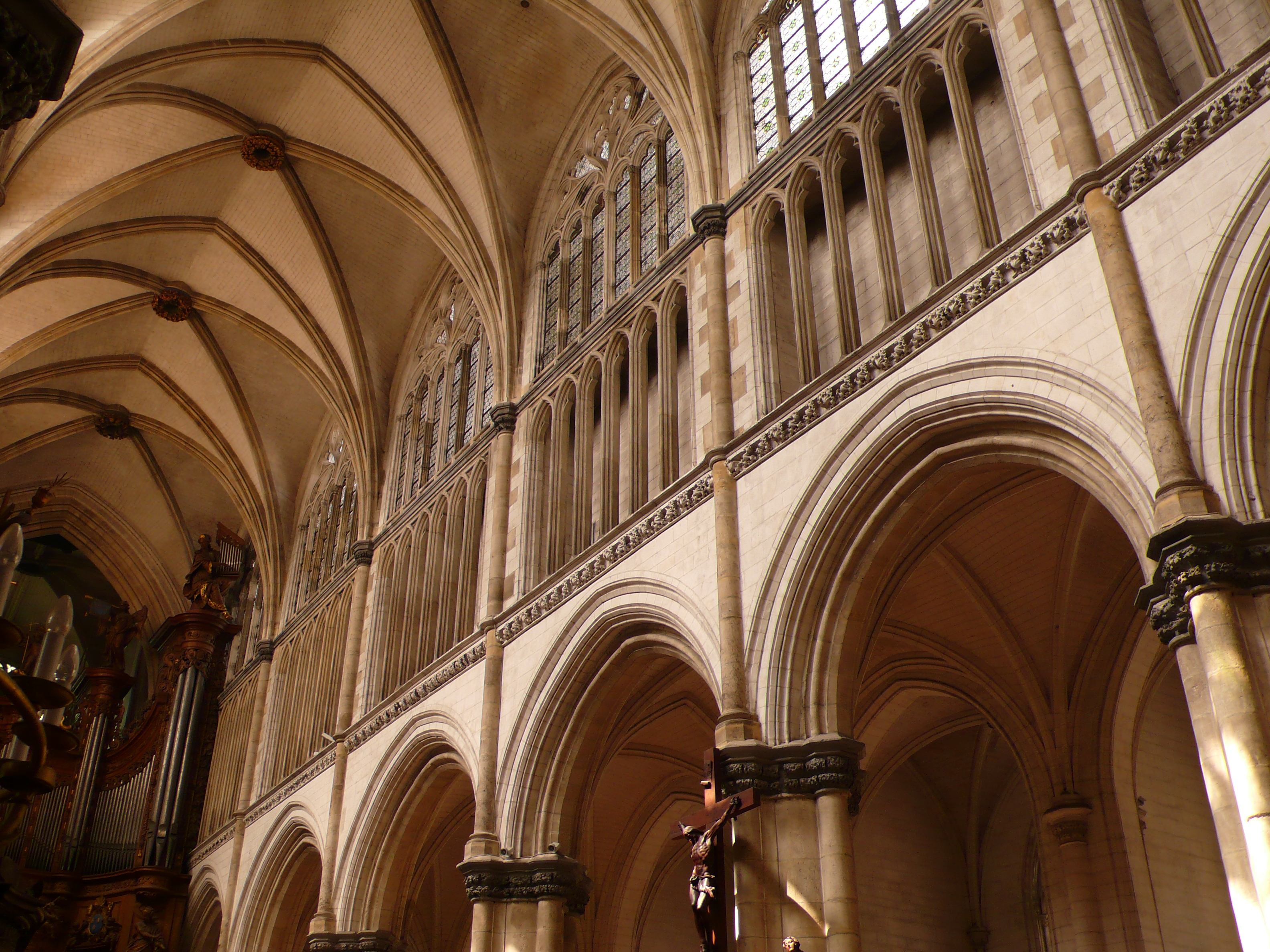
Vista del alzado lateral de la nave
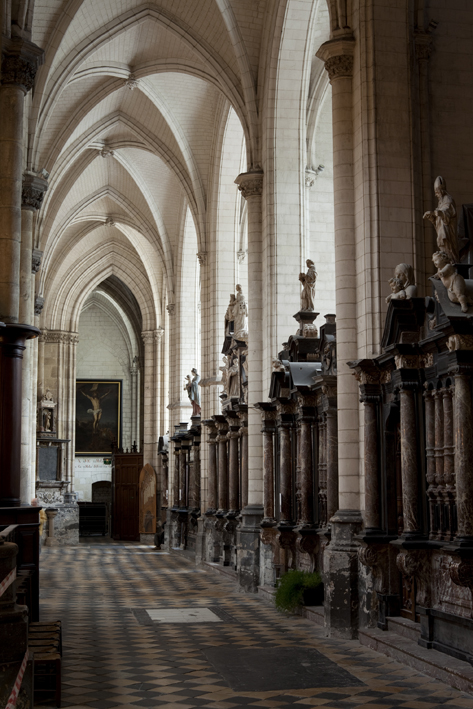
Vista interior de la cúpula
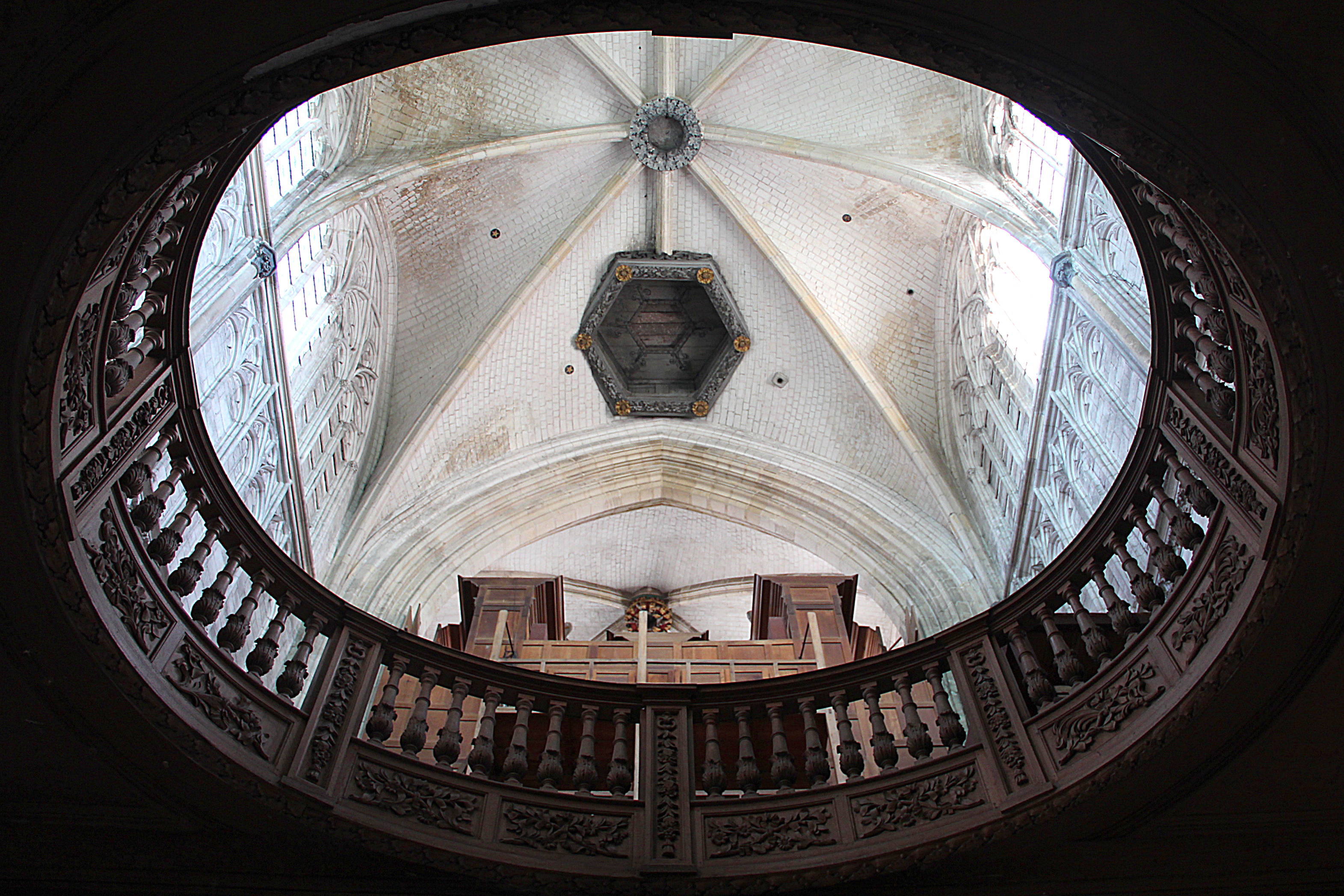
Abertura circular sobre el nártex

Detalles del interior
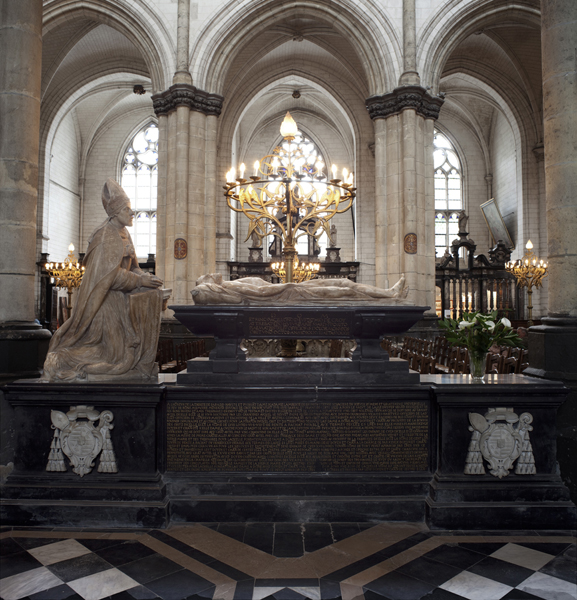
Cenotafio de Eustache de Croÿ  (1540) del escultor Jacques Du Brœucq
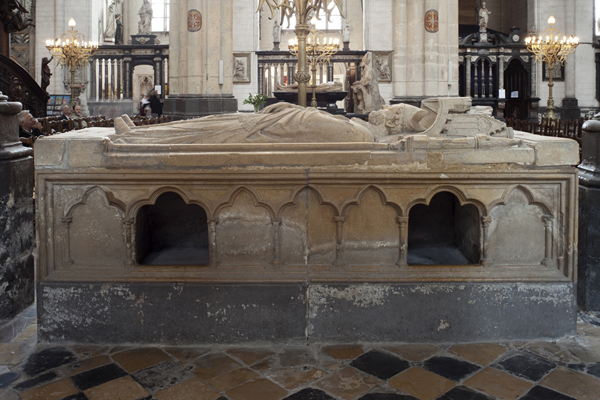
Cenotafio de San Omer
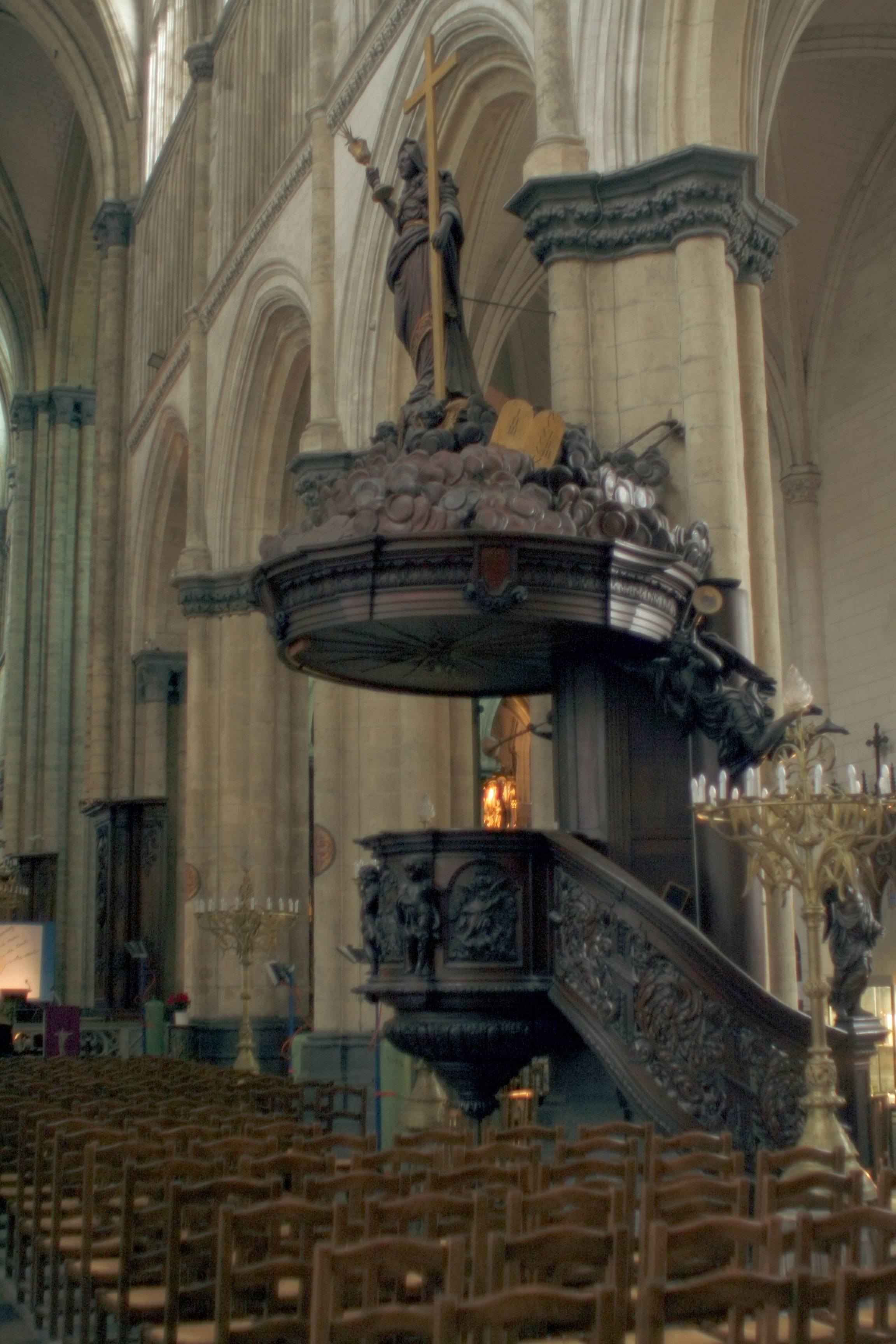
El púlpito
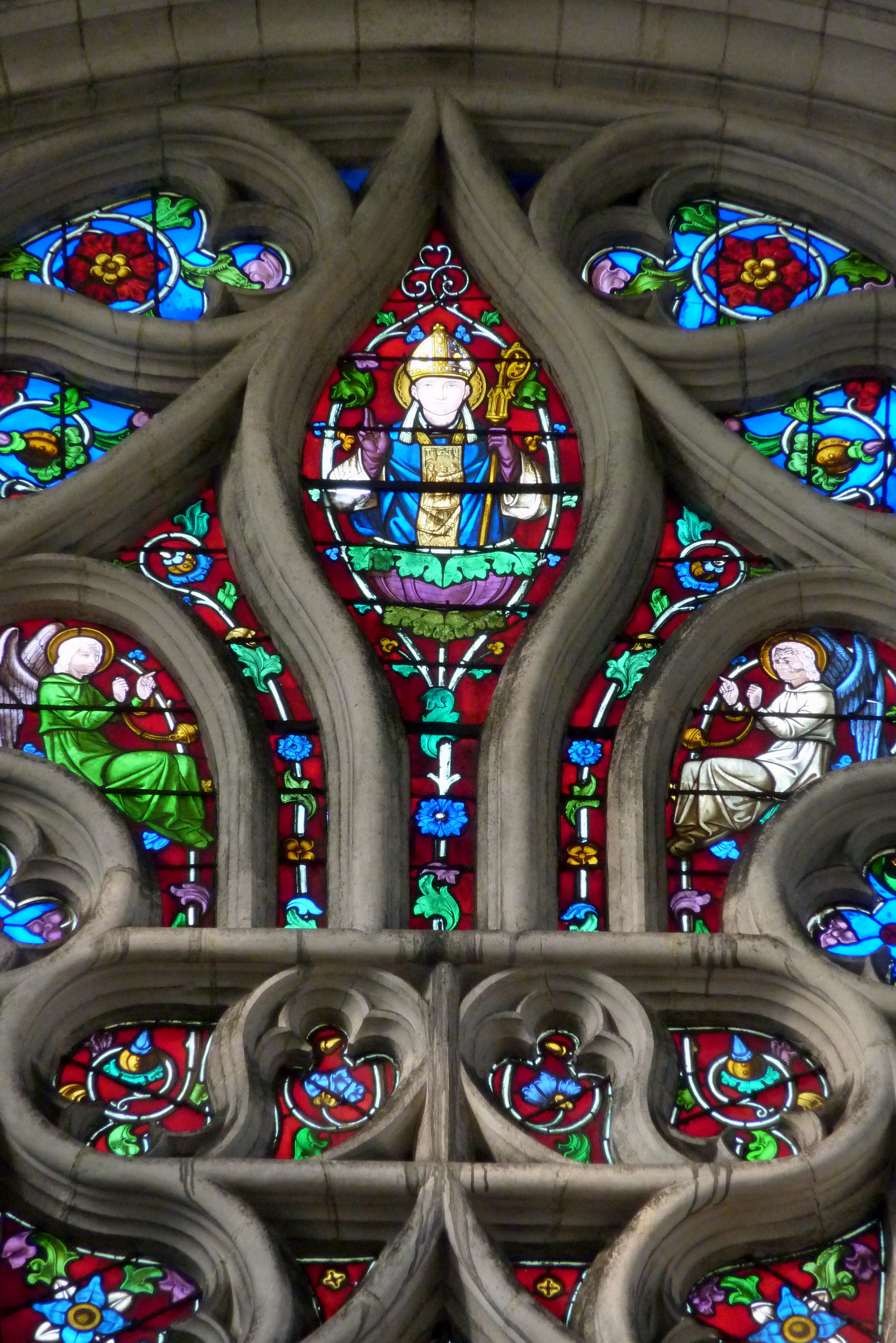
Detalle de los vitrales del rosetón